# Hanau
Hanau é uma cidade em Main-Kinzig, em Hesse, Alemanha. Fica a 25 km a leste de Frankfurt.

## Geografia

### Distritos
| - Centro - Lamboy - Kesselstadt - Großauheim - Klein-Auheim | - Mittelbuchen - Steinheim - Wolfgang - Hohe Tanne - Wilhelmsbad |

## História
Hanau foi mencionada pela primeira vez em 1143 e tornou-se uma cidade em 1303.
No fim do século XVI, o Conde Filipe Luís II autorizou a permanência de refugiados protestantes na região. Estes viriam a fundar a sua própria povoação perto de Hanau, trazendo consigo os seus conhecimentos de joalharia. Por esta razão, ainda hoje há joalheiros que aprendem a sua arte em Hanau. No século XIX, a Neustadt (Cidade Nova), como era então conhecida, fundiu-se com Hanau.
Durante a Segunda Guerra Mundial, Hanau foi quase completamente destruída pelos britânicos em Março de 1945, poucos dias antes de ser tomada pelo exército dos EUA. 
Hoje em dia, muitos habitantes trabalham na indústria tecnológica (VAC, Heraeus) ou vão para o trabalho em Frankfurt.

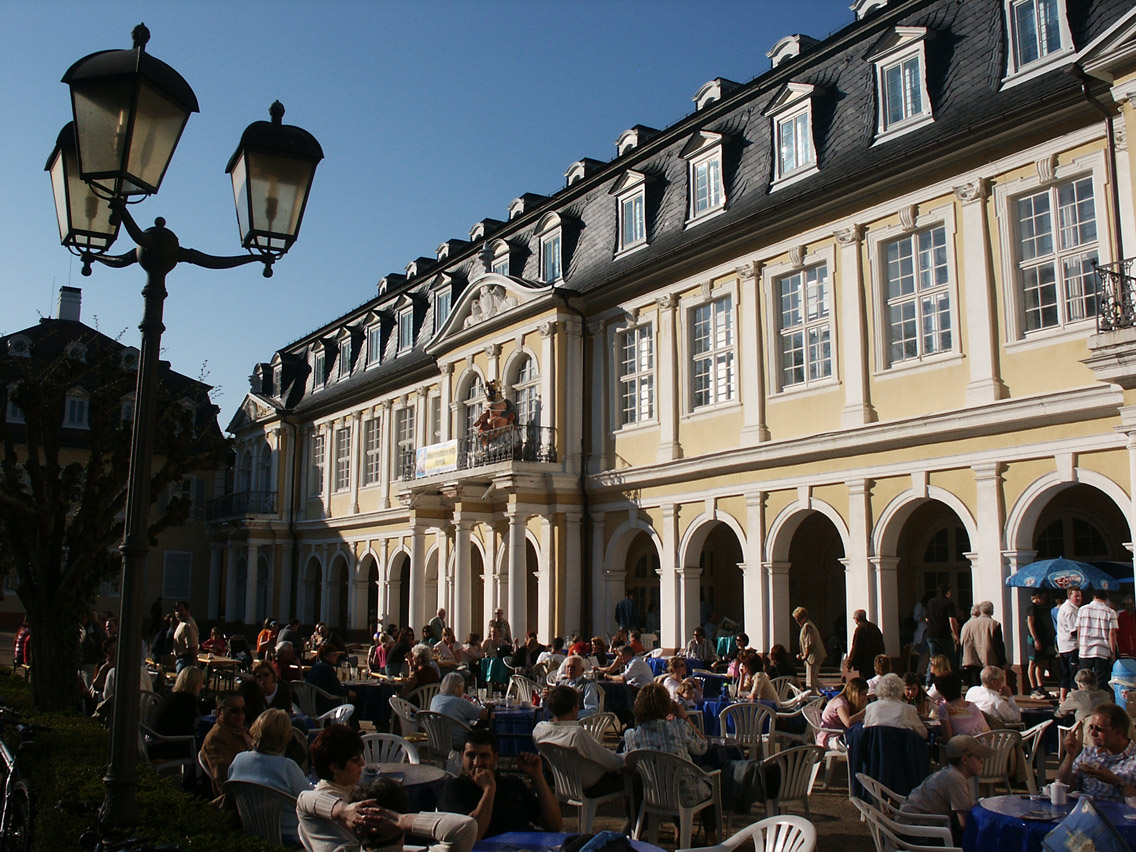
Historische Kuranlage Hanau-Wilhelmsbad
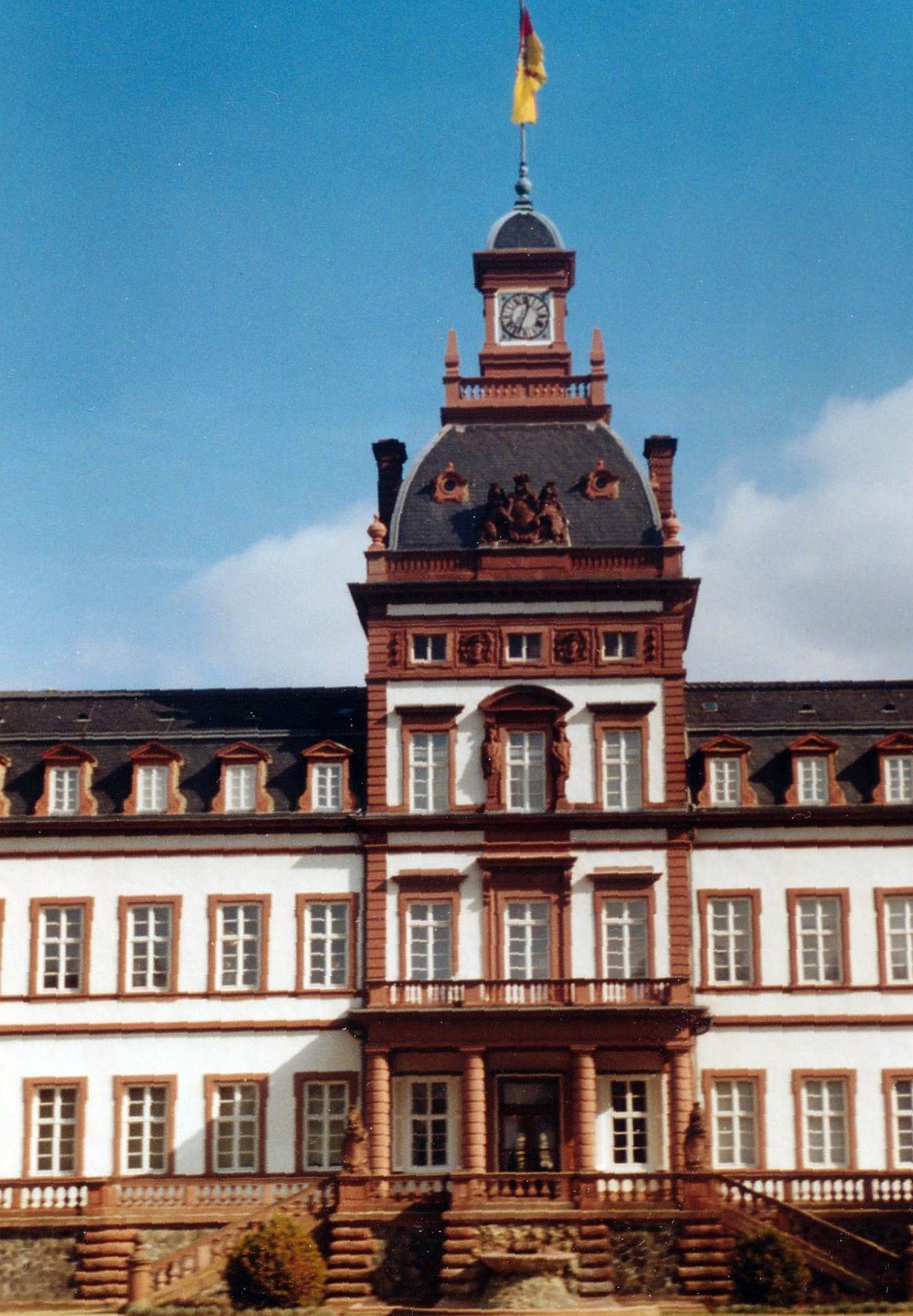
Castelo Philippsruhe de Hanau
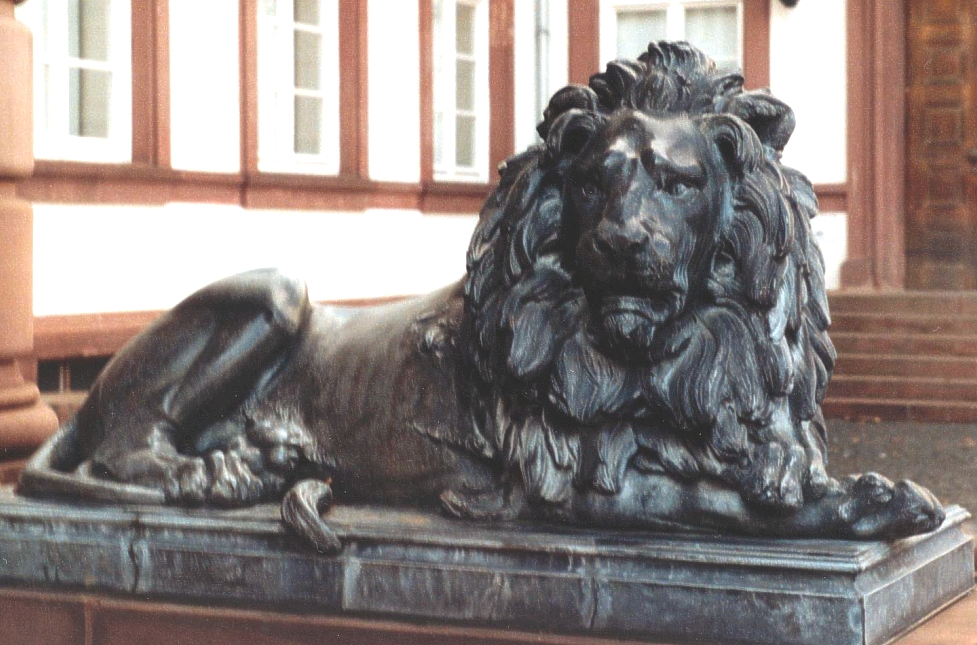
Leão no Castelo Philippsruhe
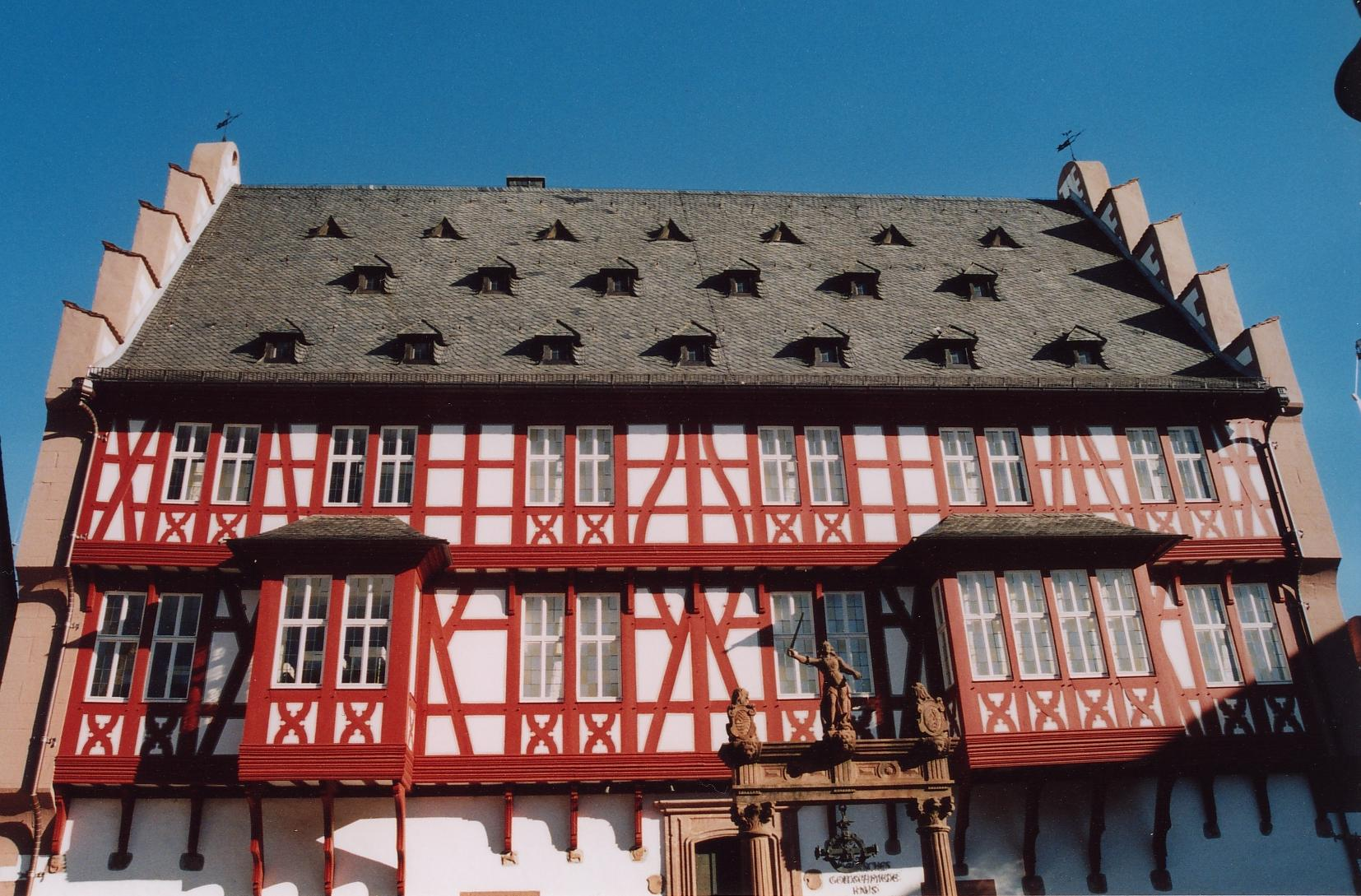
Casa Alemã de Ferreiros (antiga prefeitura de Hanau)

## Pessoas famosas

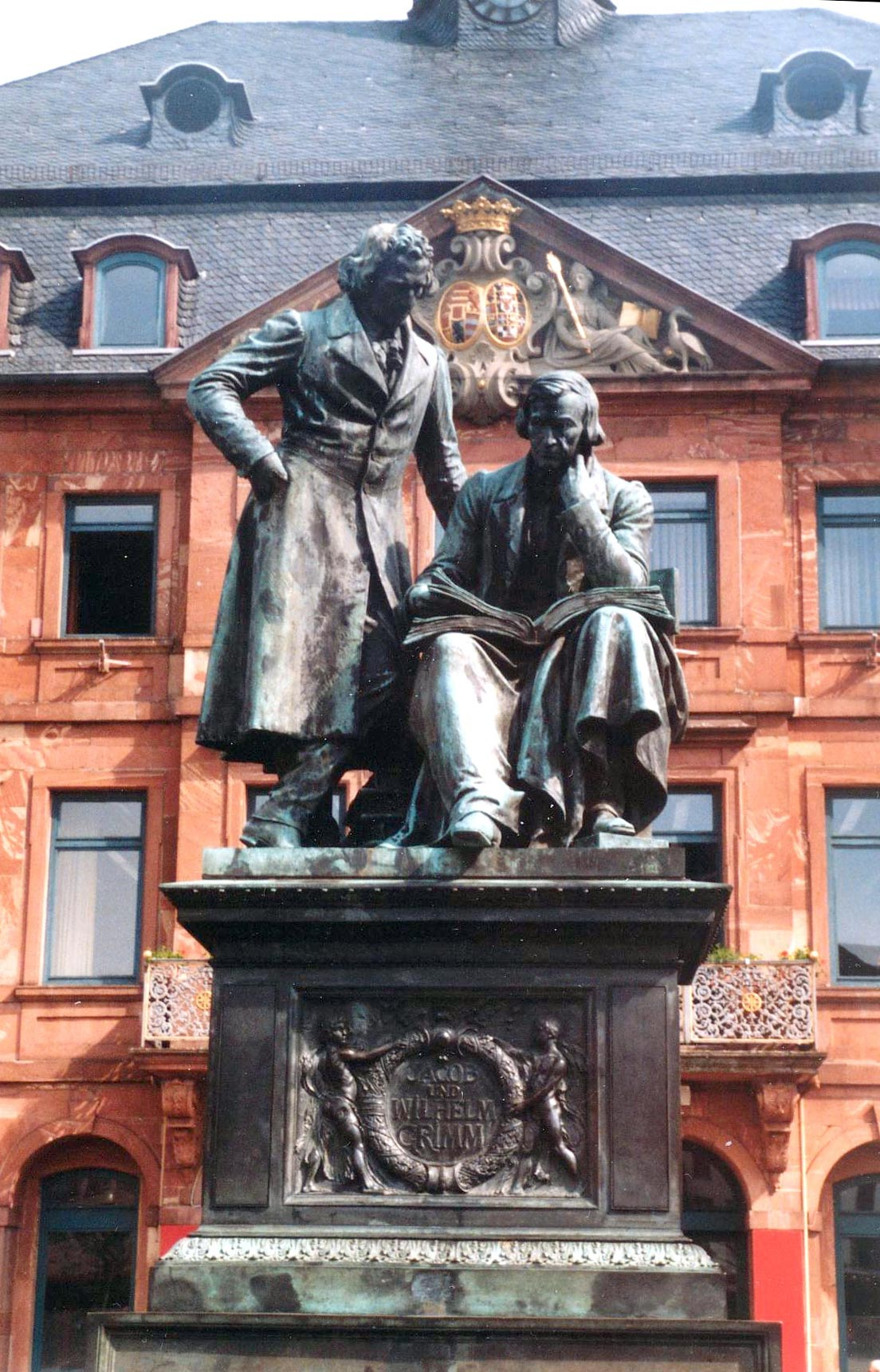
Escultura dos irmãos Grimm em Hanau

- Os Irmãos Grimm (Brüder Grimm) recolheram muitos contos de fadas alemães e começaram o glossário alemão.
- Paul Hindemith, compositor
- Wilhelm Wagenfeld, Designer (1900-1990)
- Marion Matthäus, cantora lírica
- Harald Schmid, atleta medalhado olímpico